# Cimetière Saint-Martin d'Ensisheim
Le cimetière Saint-Martin est un monument historique situé à Ensisheim, dans le département français du Haut-Rhin.

## Localisation
Ces constructions sont situées au Faubourg Saint-Martin à Ensisheim.

## Historique
L'édifice fait l'objet d'une inscription au titre des monuments historiques depuis 1935.